# Países Baixos nos Jogos Olímpicos de Inverno de 1968
Os Países Baixos competiu nos Jogos Olímpicos de Inverno de 1968, realizados em Grenoble, França.